# Terza Divisione Marche 1930-1931
La Terza Divisione 1930-1931 è stato il V ed ultimo livello del XXXI campionato italiano di calcio, il secondo a carattere regionale.
La gestione di questo campionato era affidata ai Direttori Regionali, che li organizzavano autonomamente, con la possibilità di ripartire le squadre su più gironi tenendo in alta considerazione le distanze chilometriche, le strade di principale comunicazione e i mezzi di trasporto dell'epoca. Questo è il campionato della regione Marche.
Questi campionati sono stati organizzati dal Direttorio Regionale Marchigiano avente sede ad Ancona.

## Girone A

### Squadre partecipanti
| Squadra                       | Città                      | Stagione precedente |
| ----------------------------- | -------------------------- | ------------------- |
| Ass. Pol. Adriatica           | Porto Recanati (MC)        |                     |
| S.S. Anconitana (B = riserve) | Ancona                     |                     |
| S.S.F. Falconarese            | Ancona-Falconara Marittima |                     |
| Dop. Ferroviario              | Ancona                     |                     |
| S.S. Urbino                   | Urbino                     |                     |

### Classifica
|  | Pos. | Squadra      | Pt | G | V | N | P | GF | GS | DR  |
|  | ---- | ------------ | -- | - | - | - | - | -- | -- | --- |
|  | 1.   | Anconitana B | 12 | 8 | 6 | 0 | 2 | 18 | 8  | +10 |
|  | 2.   | Adriatica    | 10 | 8 | 5 | 0 | 3 | 11 | 10 | +1  |
|  | 3.   | Falconarese  | 8  | 8 | 4 | 0 | 4 | 15 | 11 | +4  |
|  | 4.   | Urbino       | 7  | 8 | 3 | 1 | 4 | 11 | 16 | -5  |
|  | 5.   | Ferroviario  | 2  | 8 | 1 | 1 | 6 | 5  | 15 | -10 |

Legenda:
      Ammesso al girone finale.
Regolamento:
Due punti a vittoria, uno a pareggio, zero a sconfitta.
Pari merito in caso di pari punti.
In caso di pari punti in zona promozione/finali era necessario uno spareggio in campo neutro.

#### Risultati
| Andata (1ª) | Andata (1ª)          | Prima giornata        | Ritorno (6ª) | Ritorno (6ª) |
|             |                      |                       |              |              |
| 9 nov.      | -                    | Ferroviario-Adriatica | -            |              |
| 9 nov.      | -                    | Urbino-Falconara      | -            |              |
| 9 nov.      | Riposa: Anconitana B |                       |              |              |

| Andata (2ª) | Andata (2ª) | Seconda giornata | Ritorno (7ª) | Ritorno (7ª) |
|             |             |                  |              |              |
|             | -           | -                | -            |              |
| -           | -           | -                |              |              |
|             | Riposa:     |                  |              |              |

| Andata (3ª) | Andata (3ª) | Terza giornata | Ritorno (8ª) | Ritorno (8ª) |
|             |             |                |              |              |
|             | -           | -              | -            |              |
| -           | -           | -              |              |              |
|             | Riposa:     |                |              |              |

| Andata (4ª) | Andata (4ª) | Quarta giornata | Ritorno (9ª) | Ritorno (9ª) |
|             |             |                 |              |              |
|             | -           | -               | -            |              |
| -           | -           | -               |              |              |
|             | Riposa:     |                 |              |              |

| \| Andata (5ª) \| Andata (5ª) \| Quinta giornata \| Ritorno (10ª) \| Ritorno (10ª) \| \| \| \| \| \| \| \| \| - \| - \| - \| \| \| - \| - \| - \| \| \| \| \| Riposa: \| \| \| \| |             |                 |               |               |
| Andata (5ª) | Andata (5ª) | Quinta giornata | Ritorno (10ª) | Ritorno (10ª) |
| |             |                 |               |               |
| | -           | -               | -             |               |
| - | -           | -               |               |               |
| | Riposa:     |                 |               |               |

### Girone B

#### Squadre partecipanti
| Squadra                     | Città                         | Stagione precedente |
| --------------------------- | ----------------------------- | ------------------- |
| S.S. Ascoli (B = riserve)   | Ascoli Piceno                 |                     |
| S.S. Macerata (B = riserve) | Macerata                      |                     |
| U.S. Portocivitanova        | Porto Civitanova (MC)         |                     |
| U.S. Sambenedettese         | San Benedetto del Tronto (AP) |                     |
| U.S. Tolentino              | Tolentino (MC)                |                     |

#### Classifica
|  | Pos. | Squadra         | Pt | G | V | N | P | GF | GS | DR |
|  | ---- | --------------- | -- | - | - | - | - | -- | -- | -- |
|  | 1.   | Tolentino       | 12 | 8 | 4 | 4 | 0 | 14 | 6  | +8 |
|  | 2.   | Ascoli B        | 9  | 8 | 3 | 3 | 2 | 11 | 9  | +2 |
|  | 3.   | Sambenedettese  | 8  | 8 | 2 | 4 | 2 | 24 | 17 | +7 |
|  | 4.   | Macerata B      | 8  | 8 | 3 | 2 | 3 | 15 | 23 | -8 |
|  | 5.   | Portocivitanova | 3  | 8 | 0 | 3 | 5 | 9  | 17 | -8 |

Legenda:
      Ammesso al girone finale.
Regolamento:
Due punti a vittoria, uno a pareggio, zero a sconfitta.
Pari merito in caso di pari punti.
In caso di pari punti in zona promozione/finali era necessario uno spareggio in campo neutro.

### Risultati
| Andata (1ª) | Andata (1ª)             | Prima giornata            | Ritorno (6ª) | Ritorno (6ª) |
|             |                         |                           |              |              |
| 9 nov.      | 1-1                     | Ascoli B-Tolentino        | 0-1          | 14 dic.      |
| 9 nov.      | 3-2                     | Sambenedettese-Macerata B | 2-4          | 14 dic.      |
| 9 nov.      | Riposa: Portocivitanova |                           |              | 14 dic.      |

| Andata (2ª) | Andata (2ª)        | Seconda giornata          | Ritorno (7ª) | Ritorno (7ª) |
|             |                    |                           |              |              |
| 16 nov.     | 1-0                | Tolentino-Portocivitanova | 1-0          | 21 dic.      |
| 16 nov.     | 2-3                | Sambenedettese-Ascoli B   | 1-1          | 21 dic.      |
| 16 nov.     | Riposa: Macerata B |                           |              | 21 dic.      |

| Andata (3ª) | Andata (3ª)            | Terza giornata           | Ritorno (8ª) | Ritorno (8ª) |
|             |                        |                          |              |              |
| 23 nov.     | 1-1                    | Macerata B-Tolentino     | 1-5          | 4 gen.       |
| 23 nov.     | 1-1                    | Ascoli B-Portocivitanova | 2-1          | 4 gen.       |
| 23 nov.     | Riposa: Sambenedettese |                          |              | 4 gen.       |

| Andata (4ª) | Andata (4ª)      | Quarta giornata            | Ritorno (9ª) | Ritorno (9ª) |
|             |                  |                            |              |              |
| 30 nov.     | 2-2              | Portocivitanova-Macerata B | 2-3          | 11 gen.      |
| 30 nov.     | 2-2              | Tolentino-Sambenedettese   | -            | 11 gen.      |
| 30 nov.     | Riposa: Ascoli B |                            |              | 11 gen.      |

| \| Andata (5ª) \| Andata (5ª) \| Quinta giornata \| Ritorno (10ª) \| Ritorno (10ª) \| \| \| \| \| \| \| \| 7 dic. \| 2-2 \| Portocivitanova-Sambenedettese \| 1-5 \| 18 gen. \| \| 7 dic. \| 2-1 \| Macerata B-Ascoli B \| 0-2 \| 18 gen. \| \| 7 dic. \| Riposa: Tolentino \| \| \| 18 gen. \| |                   |                                |               |               |
| Andata (5ª) | Andata (5ª)       | Quinta giornata                | Ritorno (10ª) | Ritorno (10ª) |
| |                   |                                |               |               |
| 7 dic. | 2-2               | Portocivitanova-Sambenedettese | 1-5           | 18 gen.       |
| 7 dic. | 2-1               | Macerata B-Ascoli B            | 0-2           | 18 gen.       |
| 7 dic. | Riposa: Tolentino |                                |               | 18 gen.       |

## Girone finale
|  | Pos. | Squadra        | Pt | G  | V | N | P | GF | GS | DR  |
|  | ---- | -------------- | -- | -- | - | - | - | -- | -- | --- |
|  | 1.   | Sambenedettese | 15 | 10 | 6 | 3 | 1 | 25 | 16 | +9  |
|  | 2.   | Falconarese    | 13 | 10 | 5 | 3 | 2 | 17 | 9  | +8  |
|  | 3.   | Adriatica      | 13 | 10 | 5 | 3 | 2 | 15 | 11 | +5  |
|  | 4.   | Tolentino      | 10 | 10 | 4 | 2 | 4 | 20 | 21 | -1  |
|  | 5.   | Anconitana B   | 7  | 10 | 3 | 1 | 6 | 11 | 15 | -4  |
|  | 6.   | Ascoli B (-1)  | 1  | 10 | 1 | 0 | 9 | 10 | 27 | -17 |

Legenda:
      Promosso in Seconda Divisione 1931-1932.
Regolamento:
Due punti a vittoria, uno a pareggio, zero a sconfitta.
Pari merito in caso di pari punti se non in zona promozione/finali.
Note:
Ascoli B ha scontato 1 punto di penalizzazione in classifica per una rinuncia.

### Giornali
- Il Littoriale, quotidiano sportivo consultabile presso l'Emeroteca del CONI e le Biblioteche Universitarie di Pavia, Modena e Padova più la Biblioteca Nazionale Centrale di Firenze.
- Gazzetta dello Sport, stagione 1930-1931, consultabile presso le Biblioteche:
  - Biblioteca Civica di Torino;
  - Biblioteca Nazionale Braidense di Milano,
  - Biblioteca Civica Berio di Genova,
  - Biblioteca Nazionale Centrale di Firenze,
  - Biblioteca Nazionale Centrale di Roma.
- Corriere Adriatico, quotidiano di Ancona.

### Libri
- Luigi Saverio Bertazzoni (a cura di), Annuario Italiano del Giuoco del Calcio, volume III (1929-30 e 1930-31), Bologna, ma edito a Modena, F.I.G.C., volume conservato presso:.
  - Biblioteca Nazionale Centrale di Firenze;
  - Biblioteca Universitaria Estense di Modena.